# 2. armadna oblast (Kraljevina Jugoslavija)
2. armadna oblast je bil štab, ki je nadzoroval vojaške enote v moči armade in je deloval v okviru Kraljevine Jugoslavije.
Armadna oblast je bila lokacirana v Sarajevu.

## Organizacija
1. september 1939
- Bosanska divizija (Sarajevo)

- 10. pehotni polk (Sarajevo)
- 15. pehotni polk (Tuzla)
- 6. samostojni artilerijski divizion (Tuzla)
- 22. artilerijski polk (Sarajevo)

- Vrbaska divizija (Banja Luka)

- 26. pehotni polk (Sisak)
- 33. pehotni polk (Banja Luka)
- 44. pehotni polk (Otočac)
- 55. pehotni polk (Bihać)
- 9. samostojni artilerijski divizion (Banja Luka)
- 25. artilerijski polk (Petrinja)

- Zetska divizija (Cetinje)

- 29. pehotni polk (Trebinje)
- 38. pehotni polk (Podgorica)
- 48. pehotni polk (Pljevlja)
- 8. samostojni artilerijski divizion (Podgorica)
- 24. artilerijski polk (Trebinje)

- Artilerijski polk Mostar
- Avtomobilski polk Sarajevo